# El Hassaine
El Hassaine (în arabă الحسيان) este o comună din provincia Mostaganem, Algeria.
Populația comunei este de 9.680 de locuitori (2008).